# Rudolf Gellesch
Rudolf Gellesch (1 de maig de 1914 - 20 d'agost de 1990) fou un futbolista alemany de la dècada de 1930.
Fou 21 cops internacional amb la selecció alemanya amb la qual participà en la Copa del Món de futbol de 1938.
Pel que fa a clubs, defensà els colors de FC Schalke 04 (1926-1946) i TuS Lübbecke (1946-1950).